# USS K-4 (SS-35)
USS K-4 (SS-35) (izvorno USS Walrus) bila je četvrta američka podmornica klase K. 

## Povijest
Izgrađena je u brodogradilištu Moran u Seattleu. Porinuta je 19. ožujka 1914. i u operativnu uporabu primljena je 24. listopada 1914.

### Operativna uporaba
Pridruživši se Pacifičkoj Torpednoj Flotili, djeluje duž obale Kalifornije provodeći vježbe i eksperimente kako bi usavršila tehnike podmorničarskog ratovanja. Od 14. listopada 1915 do 31. listopada 1917. s istim zadatkom djeluje oko Havajskog otočja.
Ulaskom Sjedinjenih Država u Prvi svjetski rat, prebazira na Floridu gdje do kraja rata sudjeluje u ophodnim operacijama. Nakon rata, sljedeće četiri godine služi kao trenažna podmornica za nove časnike i mornare.
24. ožujka 1923. stiže u Hampton Roads gdje ostaje do povlačenja iz službe 19. svibnja iste godine. 3. lipnja 1931. prodana je kao staro željezo.